# Philip Daniel Bolden
Philip Daniel Bolden (Nova Orleães, 19 de março de 1995) é um ator estadunidense. No ano de 2003, ele fez o filme Are We There Yet? (br: Querem Acabar Comigo), ao lado do ator Ice Cube e da atriz Nia Long; em 2005, atuou na sequencia Are We Done Yet? (br: Uma Casa de Pernas pro Ar).

## Biografia e carreira
Bolden nasceu em New Orleans, Louisiana. Ele fez "Mack Jr." no filme Johnson Family Vacation, como uma de suas primeiras aparições no cinema. Outros longas em que Philip apareceu foram The Animal (br: Animal), com Rob Schneider, e Little Nicky, com Adam Sandler.
Na TV, Bolden começou em seriados como According to Jim, CSI: Miami, Malcolm in the Middle (br: Malcom) e teve participações especiais em My Wife and Kids e The King of Queens.

## Filmografia
| Filme                     | Personagem                     |
| ------------------------- | ------------------------------ |
| Mystery Men               | Roland                         |
| Little Nicky              | Criança no jogo de basquete    |
| The Animal                | Criança evidência no quarto #2 |
| Johnson Family Vacation   | Mack Jr.                       |
| Are We There Yet? (filme) | Kevin Person                   |
| Are We Done Yet?          | Kevin Person                   |
| How To Eat Fried Worms    | Bradley                        |